# دیوار پومرانی

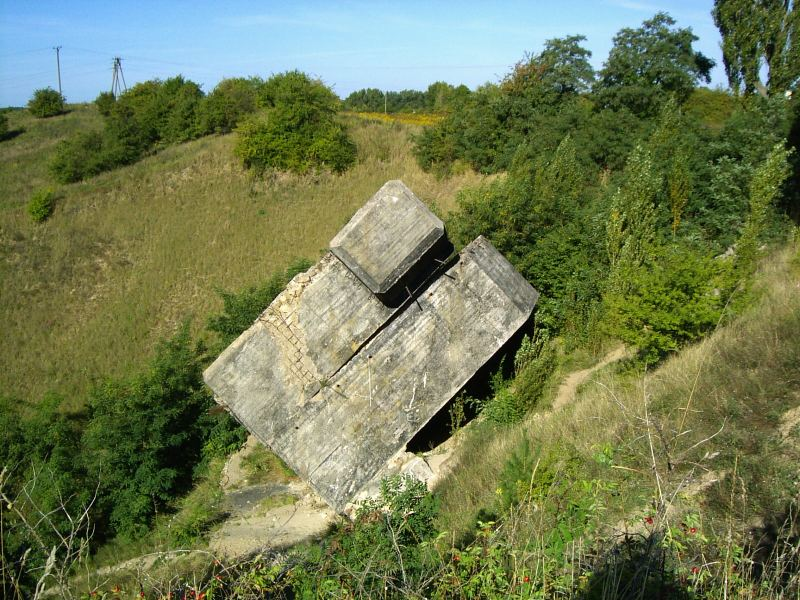
یک سنگر بتنی در نزدیکی واوچ

دیوار پومرانی (به آلمانی: Die Pommernstellung)، (به لهستانی: Wał Pomorski) مجموعه استحکاماتی بود که توسط آلمان در منطقه دریاچه‌ای پومرانی ایجاد گشت.
ساخت این استحکامات در دو مرحله انجام شد. در مرحله اول که از سال ۱۹۳۰ تا ۱۹۳۵ به طول انجامید استحکامات سبکی برای دفاع از جمهوری وایمار در صورت تهاجم لهستان ساخته شد. این خط دفاعی از گورژوف ویلکوپولسکی آغاز می‌گشت و تا بیاوه‌بور و پولانوف ادامه داشت. در پاره‌ای از نقاط مانند واوچ نیز استحکامات به خوبی تقویت شده بودند. مرحله دوم ساخت و ساز در سال ۱۹۴۴ و پس از شکست‌های مداوم آلمان در جبهه شرق برای توقف پیشروی ارتش سرخ آغاز گشت.
طی ژانویه تا مارس ۱۹۴۵ نبردهای زیادی در طول این استحکامات مانند نبرد کولبرگ اتفاق افتاد که نهایتاً ارتش سرخ و ارتش خلق لهستان توانستند در نقاط متعددی خط دفاعی را بشکنند.